# Swatch
Swatch er et schweizisk mærke indenfor armbåndsure, der ejes af The Swatch Group AG. Virksomheden blev grundlagt i 1983 af Nicolas Hayek.

## Historie
Swatchs første urkollektion bestod af 12 ure, som blev lanceret 1. marts 1983. De var i plast og udmærkede sig ved at bestå af blot 51 dele, hvilket var halvt så mange komponenter som almindelige armbåndsure. Samtidig formåede man at kombinere høj kvalitet med lav pris, hvilket gjorde det muligt at konkurrere med særligt japanske ure. Målet var at sælge en million ure i 1983 og 2,5 millioner allerede året efter.
Navnet Swatch er ikke, som man måske kunne tro, en sammentrækning af "Swiss watch", men af "second watch".
Kombinationen af markedsføring og et godt produkt betød, at Schweiz atter blev et af de førende lande indenfor produktion af armbåndsure. Urene kostede oprindeligt mellem 39,90 og 49,90 CHF, men prisen blev justeret til 50 CHF allerede i efteråret 1983.
I 1997 åbnede Swatch 60 butikker over det meste af verden. Efterhånden markedsførte selskabet et bredt sortiment af modeller i mange designs, herunder også dyrere modeller og ure til mere specifik brug, eksempelvis dykkerure.
Swatch forsøgte i 1998 at revolutionere tiden med et nyt tidssystem, kaldet Swatch Internet Time. Det delte døgnet op i 1.000 enheder, kaldet beats. 0 beat var midnat i Biel, hvor Swatchs hovedsæde ligger. Biel-tiden modsvaredes præcist af UTC. Et klokkeslæt angives eksempelvis som @400 - svarende til klokken 09.36.00 - 09.37.26,4 i dansk normaltid. Tidszoner og sommertid findes ikke i Swatch Internet Time. Tidssystemet vandt aldrig indpas, men findes i nogle af selskabets ure samt i enkelt mobiltelefon fra Ericsson.
Swatchs produktion omfatter i dag blandt andet mærkerne Omega, Longines, Balmain, Calvin Klein og Tissot.